# Свердлов Веніямин Михайлович
Веніямін Михайлович Свердлов (1886, Нижній Новгород, Нижньогородська губернія, Російська імперія— 16 квітня 1939, розстрільний полігон «Комунарка», Московська область, СРСР) — радянський державний діяч, молодший брат Якова Свердлова та Зіновія Пєшкова (Свердлова).

## Біографія
Веніямин Михайлович народився у єврейській родині, в Нижньому Новгороді. Батько Михайло Ізраїлевич Свердлов (помер 1921 року) — гравер; мати — Єлизавета Соломонівна (померла 1900 року) — домогосподарка. Його старшими братами були Зіновій (1884 р.н.) та Яків (1885 р.н.). Михайло Ізраїлевич після смерті дружини (1900), матері Зіновія, Якова та Веніямина, прийняв православ'я і одружився другим шлюбом з Марією Олександрівною Кормільцевою. В цьому шлюбі у подружжя народилося ще двоє синів — Герман та Олександр.
Свердлови мешкали у Нижньому Новгороді на Великій Покровської вулиці в житлових кімнатах (в наш час будинок № 6).
Частим гостем у родині Свердлових був Максим Горький (Олексій Пєшков), який також жив у цьому місті. У 1901 році Зіновій разом з Максимом Горьким були заарештовані за звинуваченням у використанні машини для трафаретного друку, для революційної пропаганди.
В юності Веніямин Михайлович також брав участь у діяльності гуртків революційної молоді, був засланий до Нарима (Томська губернія), втік за кордон.
До Жовтневого перевороту (1917) жив у США, де безуспішно намагався керувати банком, розорився і був змушений жити в злиднях.
Після перевороту в Росії, в 1918 році, за викликом Якова Свердлова повернувся до РРФСР і працював у Наркоматі шляхів сполучення. В 1921 році, він голова Головного комітету Державних споруд («Главкомгосоор»), з 1926 року член Президії ВРНГ, завідувач науково-технічного відділу ВРНГ, відповідальний секретар Всесоюзної асоціації працівників науки і техніки. З 1936 директор Дорожнього науково-дослідного інституту.
У 1938 році заарештований як «троцькістський терорист», 16 квітня 1939 року розстріляний.
Реабілітований 28 березня 1956 року.

## Родина
- Батько — Михайло (Мовша) Ізраїлевич Свердлов (1846?- 1921), був гравером;
- Мати — Єлизавета Соломонівна (1864—1900) — домогосподарка.

У сім'ї росло шестеро дітей — дві дочки (Софія і Сара) і чотири сини (Зіновій, Яків, Веніамін і Лев). Після смерті дружини (1900) Михайло Ізраїлевич Свердлов прийняв православ'я і одружився другим шлюбом на Марії Олександрівні Кормільцевій. В цьому шлюбі народилося ще двоє синів — Герман і Олександр.
- Брат — Свердлов Зіновій Михайлович (1884—1966), корпусний генерал французької армії, та французький дипломат. З 1902 року переходить до православ'я та змінює ім'я на «Пєшков Зіновій Олексійович».
- Брат — Яків Михайлович Свердлов (1885—1919), один з керівників більшовицької партії, голова ВЦВК РРФСР (після революції).
- Брат — Лев Михайлович Свердлов (1893—1914).
- Сестра — Софія Михайлівна (1882—1951). Була одружена з Леонідом (Лейбою) Ісаковичем Авербахом. Родина мала дітей Іду та Леопольда. Дочка Іда Леонідівна (1905—1938) була дружиною наркома внутрішніх справ Генріха Ягоди. Леопольд Леонідович був відомим радянським критиком (1903—1937).
- Сара Михайлівна (1890—1964).
- Єдинокровні брати від другого шлюбу батька — Герман (1905—1984) і Олександр.

У родинних зв'язках зі Свердловими була родина Ягода. Батько очільника НКВС генерального комісара держбезпеки Генріха Ягоди Гершон Пилипович був двоюрідним братом Михайла Ізраїлевича, батька Веніямина Свердлова.